# ツアー・デ・フォース・ライヴ
『ツアー・デ・フォース・ライヴ』（Tour de Force - "Live"）は、アメリカ合衆国のギタリスト、アル・ディ・メオラが1982年に録音・発表した、ソロ名義では初のライブ・アルバム。

## 解説
1982年2月4日のライブ音源を基本としているが、その後スタジオでフィリップ・セスのキーボードとサミー・フィゲロアのパーカッションがオーバー・ダビングされた。「ネーナ」と「アドヴァンテージ」は新曲で、残り4曲はディ・メオラが過去に発表してきたアルバムからの曲である。
アメリカでは総合アルバム・チャートのBillboard 200で165位、『ビルボード』のジャズ・アルバム・チャートで8位に達した。スコット・ヤナウはオールミュージックにおいて5点満点中3点を付け「このライブ・セットは、彼のレコーディング・キャリアにおける最初の6年間を見事に総括してみせた」と評している。

## 収録曲
特記なき楽曲はアル・ディ・メオラ作曲。
1. エレガント・ジプシー組曲 - "Elegant Gypsy Suite" - 10:08
2. ネーナ - "Nena" - 5:07
3. アドヴァンテージ - "Advantage" (Jan Hammer) - 5:00
4. エジプトの舞踏 - "Egyptian Danza" - 5:41
5. スペイン高速悪魔との死闘 - "Race with Devil on Spanish Highway" - 7:36
6. クルージン - "Cruisin'" (J. Hammer) - 5:27

## 参加ミュージシャン
- アル・ディ・メオラ - ギター
- ヤン・ハマー - キーボード
- ヴィクター・ゴジー - セカンド・キーボード
- アンソニー・ジャクソン - ベース
- スティーヴ・ガッド - ドラムス
- ミンゴ・ルイス - パーカッション

下記ミュージシャンはスタジオでのオーバー・ダビングに参加。
- フィリップ・セス - キーボード(on #1, #5)
- サミー・フィゲロア - パーカッション(on #1, #2, #3)